# Municipio de Lower Surrounded Hill
El municipio de Lower Surrounded Hill (en inglés: Lower Surrounded Hill Township) es un municipio ubicado en el condado de Prairie en el estado estadounidense de Arkansas. En el año 2010 tenía una población de 639 habitantes y una densidad poblacional de 7,66 personas por km².

## Geografía
El municipio de Lower Surrounded Hill se encuentra ubicado en las coordenadas 34°48′52″N 91°24′40″O / 34.81444, -91.41111. Según la Oficina del Censo de los Estados Unidos, el municipio tiene una superficie total de 83.46 km², de la cual 79,4 km² corresponden a tierra firme y (4,87 %) 4,07 km² es agua.

## Demografía
Según el censo de 2010, había 639 personas residiendo en el municipio de Lower Surrounded Hill. La densidad de población era de 7,66 hab./km². De los 639 habitantes, el municipio de Lower Surrounded Hill estaba compuesto por el 66,98 % blancos, el 32,55 % eran afroamericanos, el 0,16 % eran amerindios, el 0,16 % eran de otras razas y el 0,16 % eran de una mezcla de razas. Del total de la población el 0,63 % eran hispanos o latinos de cualquier raza.